# Nikólaos Andriakópoulos
Nikólaos Andriakópoulos (en grec moderne : Νικόλαος Ανδριακόπουλος), né en 1878, a été un gymnaste grec, qui a remporté une médaille d'or à l'épreuve de corde lisse lors des Jeux olympiques d'été de 1896 à Athènes.
Nikólaos Andriakópoulos participe au concours individuel de l'épreuve de corde lisse. C'est le seul concurrent avec son compatriote Thomás Xenákis parmi les cinq en lice à parvenir à grimper jusqu'au sommet des 14 mètres. Andriakópoulos y parvient en un temps de 23,4 secondes, soit plus rapidement que Xenákis ce qui lui vaut la médaille d'or. C'est le dernier grec médaillé d'or en gymnastique avant son compatriote Ioánnis Melissanídis médaillé d'or au sol en 1996.
Avec le Panellinios Gymnastikos Syllogos (Pétros Persákis, Sotírios Athanasópoulos et Thomás Xenákis), il remporte également la médaille d'argent de l'épreuve par équipes des barres parallèles. L'équipe termine deuxième, seules trois équipes sont engagées.

## Palmarès

### Jeux olympiques
- Athènes 1896
  -  Médaille d'or à la corde lisse
  -  Médaille d'argent aux barres parallèles par équipes

## Sources
- Lampros, S.P.; Polites, N.G.; De Coubertin, Pierre; Philemon, P.J.; & Anninos, C., The Olympic Games: BC 776 - AD 1896, Athènes, Charles Beck, 1897 ()